# Кемпе (Малопольское воеводство)
Ке́мпе (пол. Kępie) — село в Польше в сельской гмине Козлув Мехувского повета Малопольского воеводства.
Село располагается в 7 км от административного центра гмины села Козлув, в 14 км от административного центра повета города Мехув и в 45 км от административного центра воеводства города Краков.
В 1975—1998 годах село входило в состав Келецкого воеводства.